# Liste der Flughäfen und Flugplätze in Vanuatu
Die Liste der Flughäfen und Flugplätze in Vanuatu zeigt die Flughäfen und Flugplätze von Vanuatu, geordnet nach Orten.
Namen in Fettschrift zeigen regelmäßigen Linienverkehr an.
| Ort                            | Provinz | ICAO-Code | IATA-Code | Name des Flughafens                        | Koordinaten                   |
| ------------------------------ | ------- | --------- | --------- | ------------------------------------------ | ----------------------------- |
| Aneityum (Anatom) / Inyeug     | Tafea   | NVVA      | AUY       | Flughafen Aneityum                         | 20° 14′ 53″ S, 169° 46′ 25″ O |
| Aniwa                          | Tafea   | NVVB      | AWD       | Flughafen Aniwa                            | 19° 14′ 4″ S, 169° 36′ 2″ O   |
| Craig Cove, Ambrym             | Malampa | NVSF      | CCV       | Flughafen Craig Cove                       | 16° 15′ 54″ S, 167° 55′ 28″ O |
| Dillon's Bay, Erromango        | Tafea   | NVVD      | DLY       | Flughafen Dillon's Bay                     | 18° 46′ 10″ S, 169° 0′ 5″ O   |
| Sisiwo, Émaé, Shepherd-Inseln  | Shefa   | NVSE      | EAE       | Flughafen Siwo                             | 17° 5′ 25″ S, 168° 20′ 34″ O  |
| Futuna                         | Tafea   | NVVF      | FTA       | Flughafen Futuna                           | 19° 30′ 59″ S, 170° 13′ 55″ O |
| Gaua, Banks-Inseln             | Torba   | NVSQ      | ZGU       | Flughafen Gaua                             | 14° 13′ 5″ S, 167° 35′ 14″ O  |
| Ipota, Erromango               | Tafea   | NVVI      | IPA       | Flughafen Ipota                            | 18° 51′ 23″ S, 169° 17′ 0″ O  |
| Lamap, Malekula                | Malampa | NVSL      | LPM       | Flugplatz Lamap                            | 16° 27′ 14″ S, 167° 49′ 23″ O |
| Lamen Bay, Épi                 | Shefa   | NVSM      | LNB       | Flughafen Lamen Bay                        | 16° 35′ 3″ S, 168° 9′ 33″ O   |
| Longana, Ambae                 | Penama  | NVSG      | LOD       | Flughafen Longana                          | 15° 18′ 24″ S, 167° 58′ 2″ O  |
| Lonorore, Pentecost            | Penama  | NVSO      | LNE       | Flughafen Lonorore                         | 15° 51′ 56″ S, 168° 10′ 19″ O |
| Luganville, Espiritu Santo     | Sanma   | NVSS      | SON       | Santo-Pekoa International Airport          | 15° 30′ 21″ S, 167° 13′ 17″ O |
| Maewo                          | Penama  | NVSN      | MWF       | Flughafen Maewo-Naone                      | 14° 59′ 50″ S, 168° 4′ 52″ O  |
| Mota Lava, Banks-Inseln        | Torba   | NVSA      | MTV       | Flughafen Mota Lava (Valua Airport)        | 13° 39′ 57″ S, 167° 42′ 40″ O |
| Norsup, Malakula               | Malampa | NVSP      | NUS       | Flugplatz Norsup                           | 16° 4′ 47″ S, 167° 24′ 2″ O   |
| Olpoi, Espiritu Santo          | Sanma   | NVSZ      | OLJ       | Flughafen Olpoi (North West Santo Airport) | 14° 52′ 54″ S, 166° 33′ 29″ O |
| Tavie, Paama                   | Malampa | NVSI      | PBJ       | Flughafen Paama                            | 16° 25′ 55″ S, 168° 14′ 8″ O  |
| Port Vila, Efate               | Shefa   | NVVV      | VLI       | Bauerfield International Airport           | 17° 41′ 57″ S, 168° 19′ 12″ O |
| Quoin Hill, Efate              | Shefa   | NVVQ      | UIQ       | Flughafen Quoin Hill (geschlossen)         |                               |
| Redcliffe, Ambae               | Penama  | NVSR      | RCL       | Flughafen Redcliffe                        | 15° 28′ 19″ S, 167° 50′ 6″ O  |
| Sara, Pentecost                | Penama  | NVSH      | SSR       | Flughafen Sara                             | 15° 28′ 15″ S, 168° 9′ 8″ O   |
| Sola, Vanua Lava, Banks-Inseln | Torba   | NVSC      | SLH       | Flughafen Vanua Lava                       | 13° 51′ 6″ S, 167° 32′ 13″ O  |
| Wintua, Malakula               | Malampa | NVSX      | SWJ       | Flugplatz South West Bay                   | 16° 29′ 2″ S, 167° 26′ 43″ O  |
| Whitegrass, Tanna              | Tafea   | NVVW      | TAH       | Flughafen Whitegrass (Tanna Airport)       | 19° 27′ 18″ S, 169° 13′ 26″ O |
| Tongoa, Shepherd-Inseln        | Shefa   | NVST      | TGH       | Flughafen Tongoa                           | 16° 53′ 28″ S, 168° 33′ 4″ O  |
| Linua, Torres-Inseln           | Torba   | NVSD      | TOH       | Flughafen Torres                           | 13° 19′ 39″ S, 166° 38′ 18″ O |
| Ulei, Ambrym                   | Malampa | NVSU      | ULB       | Flughafen Ulei                             | 16° 19′ 45″ S, 168° 18′ 2″ O  |
| Valesdir, Épi                  | Shefa   | NVSV      | VLS       | Flughafen Valesdir                         | 16° 47′ 46″ S, 168° 10′ 37″ O |
| Walaha, Ambae                  | Penama  | NVSW      | WLH       | Flughafen Walaha                           | 15° 24′ 43″ S, 167° 58′ 27″ O |